# Bacchisa flavicincta
Bacchisa flavicincta es una especie de escarabajo longicornio del género Bacchisa, tribu Astathini, subfamilia Lamiinae. Fue descrita científicamente por Pascoe en 1867.

## Descripción
Mide 9-9,5 milímetros de longitud.

## Distribución
Se distribuye por Indonesia.